# Wahlen zur Nationalversammlung des Senegal 1983

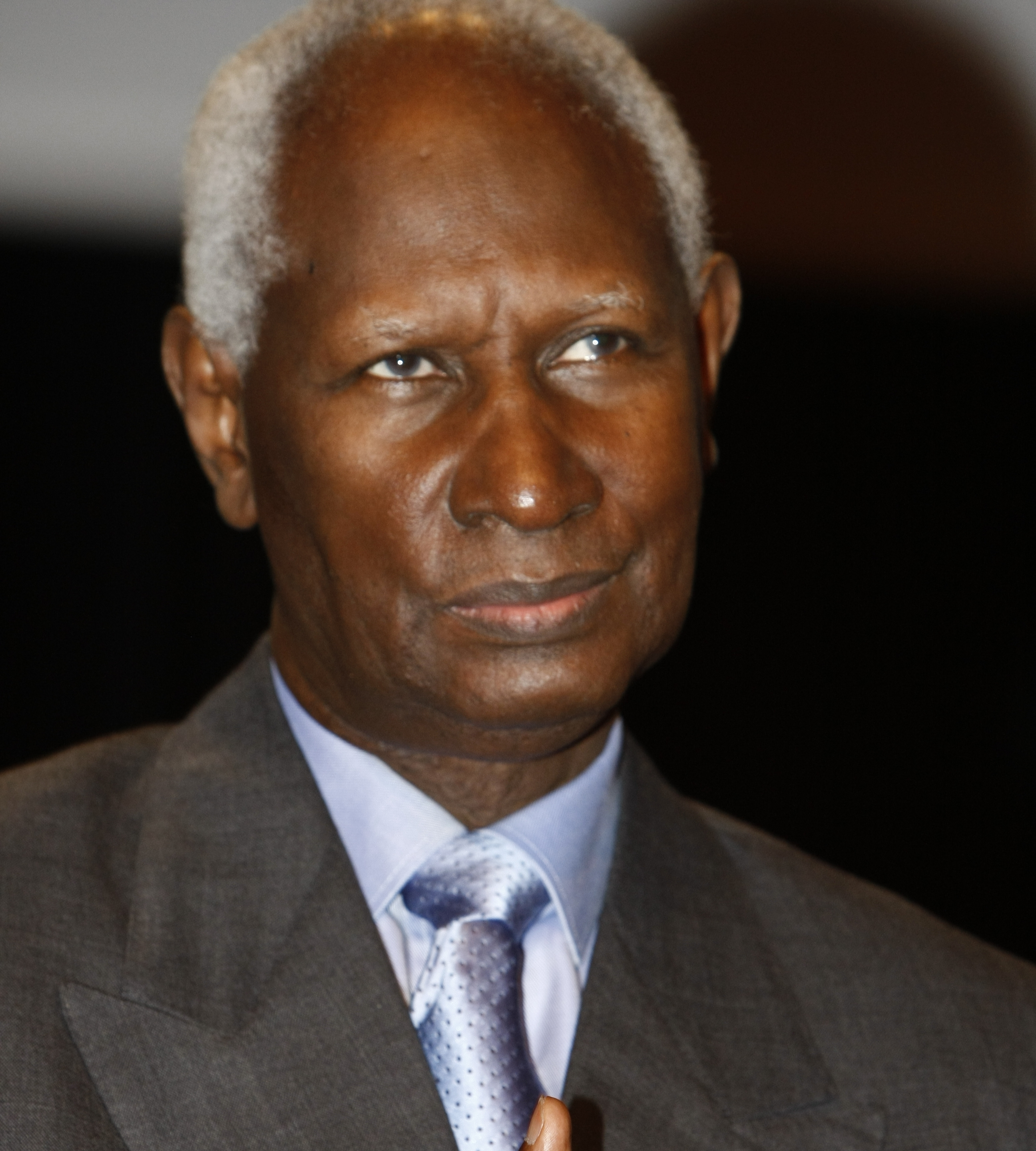
Abdou Diof, von 1981 bis 2000 zweiter Präsident des Senegals

Die Wahlen zur Nationalversammlung des westafrikanischen Staates Senegal fanden am 27. Februar 1983 statt, zeitgleich mit der Präsidentschaftswahl und rechtzeitig vor Ablauf der fünfjährigen Wahlperiode der im Jahr 1978 in die Nationalversammlung gewählten Abgeordneten. Die Zahl der zu wählenden Abgeordneten erhöhte sich von 100 auf 120.

## Wahlrecht
Nachdem Senegal das Einparteiensystem im Jahr 1974 aufgegeben hatte, fanden nun zum zweiten Mal Wahlen zur Nationalversammlung nach den Grundsätzen eines Mehrparteiensystems statt. Zur Wahl zugelassen waren acht Parteien, unter ihnen namentlich die Parti Socialiste (PS) des amtierenden Staatspräsidenten Abdou Diouf, die Parti Démocratique Sénégalais (PDS) unter ihrem Führer Abdoulaye Wade und der Rassemblement national démocratique (RND).
Alle senegalesischen Staatsangehörigen über 21 Jahren durften an der Wahl teilnehmen. Jeder registrierte Wähler konnte in die Nationalversammlung gewählt werden, vorausgesetzt, er war mindestens 25 Jahre alt und hat alle gesetzlichen Anforderungen erfüllt.

## Ergebnis

Stimmenanteile für die PS

Von den 1.928.257 registrierten Wahlberechtigten gaben 1.083.681 ihre Stimme ab, das ergibt eine Wahlbeteiligung von 56,2 Prozent bei 4.511 ungültigen Stimmen. Die bisher regierende PS erzielte einen Stimmenanteil von 79,94 Prozent und gewann 111 der 120 Mandate, die PDS kam auf 13,97 Prozent der Stimmen und gewann 8 Mandate, der RND erhielt 2,71 Prozent der Stimmen und gewann ein Mandat. Die übrigen zur Wahl angetretenen fünf Listen waren mit zusammen 3,38 Prozent der Stimmen nicht in der Nationalversammlung vertreten.